# 內茲區
內茲區（德語：Netzedistrikt或Netze-Distrikt；波蘭語：Obwód Nadnotecki）是1772年至1807年間普魯士王國的領土。它包括布龍貝格（比得哥什)、霍恩薩爾扎（伊諾羅茨瓦夫）、施奈德穆爾（皮瓦）和德意志王冠城（瓦烏奇）等城市，並因流經它的內茲河（德語：Netze，波蘭語：Noteć（諾泰奇河））而得名。
除了自1466年起屬於波蘭王室的皇家普魯士之外，普魯士國王腓特烈二世還在1772年的第一次瓜分波蘭時從波蘭立陶宛聯邦手中奪取了大波蘭南部的鄰近土地。前波美拉尼亞省、馬爾堡省和海烏姆諾省，但前瓦爾米亞親王主教區除外，被組織為了西普魯士省。另一方面，大波蘭波茲南省和格涅茲諾省的相鄰附屬地區，以及伊諾羅茨瓦夫省西部的庫亞維地區沿內茲河形成獨立的內茲區，由總督弗朗茨·巴爾塔薩·勳伯格·馮·布倫肯霍夫領導。
然而，馮·布倫肯霍夫很快就被指控在比得哥什運河的建設過程中浪費了公共資金，並且從1775年開始，內茲地區與西普魯士一起管理。隨著1793年第二次瓜分波蘭，大波蘭省的其餘部分被普魯士吞併並形成了新的南普魯士省。普魯士在第四次反法同盟戰爭和大波蘭起義中戰敗後，根據1807年提爾西特條約，南內採區的大部分地區落入華沙公國比得哥什省。瓦烏茨和卡緬周圍剩餘的西北地區併入了西普魯士省。